# Ecliptopera furva
Ecliptopera furva är en fjärilsart som beskrevs av Swinhoe 1891. Ecliptopera furva ingår i släktet Ecliptopera och familjen mätare. Inga underarter finns listade i Catalogue of Life.